# Grand Prix Formule 1 van Duitsland 1992
De Grand Prix Formule 1 van Duitsland 1992 werd gehouden op 26 juli 1992 op de Hockenheimring.

## Uitslag
| Positie | Nummer | Rijder             | Team                | Ronden | Tijd/Opgave         | Startplaats | Punten |
| ------- | ------ | ------------------ | ------------------- | ------ | ------------------- | ----------- | ------ |
| 1       | 5      | Nigel Mansell      | Williams-Renault    | 45     | 1:18:22.032         | 1           | 10     |
| 2       | 1      | Ayrton Senna       | McLaren-Honda       | 45     | + 4.500             | 3           | 6      |
| 3       | 19     | Michael Schumacher | Benetton-Ford       | 45     | + 34.462            | 6           | 4      |
| 4       | 20     | Martin Brundle     | Benetton-Ford       | 45     | + 36.959            | 9           | 3      |
| 5       | 27     | Jean Alesi         | Ferrari             | 45     | + 1:12.607          | 5           | 2      |
| 6       | 26     | Érik Comas         | Ligier-Renault      | 45     | + 1:36.498          | 7           | 1      |
| 7       | 25     | Thierry Boutsen    | Ligier-Renault      | 45     | + 1:37.180          | 8           |        |
| 8       | 6      | Riccardo Patrese   | Williams-Renault    | 44     | Spin                | 2           |        |
| 9       | 9      | Michele Alboreto   | Arrows-Mugen-Honda  | 44     | + 1 Ronde           | 17          |        |
| 10      | 21     | Jyrki Järvilehto   | Dallara-Ferrari     | 44     | + 1 Ronde           | 21          |        |
| 11      | 22     | Pierluigi Martini  | Dallara-Ferrari     | 44     | + 1 Ronde           | 18          |        |
| 12      | 24     | Gianni Morbidelli  | Minardi-Lamborghini | 44     | + 1 Ronde           | 26          |        |
| 13      | 17     | Paul Belmondo      | March-Ilmor         | 44     | + 1 Ronde           | 22          |        |
| 14      | 29     | Bertrand Gachot    | Venturi-Lamborghini | 44     | + 1 Ronde           | 25          |        |
| 15      | 33     | Mauricio Gugelmin  | Jordan-Yamaha       | 43     | + 2 Rondes          | 23          |        |
| 16      | 16     | Karl Wendlinger    | March-Ilmor         | 42     | + 3 Rondes          | 10          |        |
| DNF     | 15     | Gabriele Tarquini  | Fondmetal-Ford      | 33     | Motor               | 19          |        |
| DNF     | 4      | Andrea de Cesaris  | Tyrrell-Ilmor       | 25     | Motor               | 20          |        |
| DNF     | 12     | Johnny Herbert     | Lotus-Ford          | 23     | Motor               | 11          |        |
| DNF     | 28     | Ivan Capelli       | Ferrari             | 21     | Motor               | 12          |        |
| DNF     | 11     | Mika Häkkinen      | Lotus-Ford          | 21     | Motor               | 13          |        |
| DNF     | 2      | Gerhard Berger     | McLaren-Honda       | 16     | Elektrisch probleem | 4           |        |
| DNF     | 3      | Olivier Grouillard | Tyrrell-Ilmor       | 8      | Motor               | 14          |        |
| DNF     | 30     | Ukyo Katayama      | Venturi-Lamborghini | 8      | Spin                | 16          |        |
| DNF     | 10     | Aguri Suzuki       | Arrows-Mugen-Honda  | 1      | Spin                | 15          |        |
| DNF     | 23     | Alessandro Zanardi | Minardi-Lamborghini | 1      | Versnellingsbak     | 24          |        |
| DNQ     | 32     | Stefano Modena     | Jordan-Yamaha       |        |                     |             |        |
| DNQ     | 7      | Eric van de Poele  | Brabham-Judd        |        |                     |             |        |
| DNQ     | 14     | Andrea Chiesa      | Fondmetal-Ford      |        |                     |             |        |
| DNQ     | 8      | Damon Hill         | Brabham-Judd        |        |                     |             |        |
| DNPQ    | 34     | Roberto Moreno     | Andrea Moda-Judd    |        |                     |             |        |
| EX      | 35     | Perry McCarthy     | Andrea Moda-Judd    |        |                     |             |        |

## Wetenswaardigheden
- Riccardo Patrese spinde in de laatste ronde nadat hij probeerde Ayrton Senna in te halen.

## Statistieken
| Pole-position | Nigel Mansell    | Williams-Renault | 1:37.960 |
| Snelste ronde | Riccardo Patrese | Williams-Renault | 1:41.591 |

## Noot
- Dit was de vijfde podiumplaats voor Michael Schumacher en de 25ste podiumplaats voor een Duitse coureur.

1931 · 1932 · 1934 · 1935 · 1936 · 1937 · 1938 · 1939 · 1951 · 1952 · 1953 · 1954 · 1956 · 1957 · 1958 · 1959 · 1961 · 1962 · 1963 · 1964 · 1965 · 1966 · 1967 · 1968 · 1969 · 1970 · 1971 · 1972 · 1973 · 1974 · 1975 · 1976 · 1977 · 1978 · 1979 · 1980 · 1981 · 1982 · 1983 · 1984 · 1985 · 1986 · 1987 · 1988 · 1989 · 1990 · 1991 · 1992 · 1993 · 1994 · 1995 · 1996 · 1997 · 1998 · 1999 · 2000 · 2001 · 2002 · 2003 · 2004 · 2005 · 2006 · 2008 · 2009 · 2010 · 2011 · 2012 · 2013 · 2014 · 2016 · 2018 · 2019